# Savna
Savna (iz finskega izraza [ˈsɑunɑ]) je majhna soba oziroma majhna hiša, zasnovana kot prostor z visokimi temperaturami. V savnah ljudje izpostavljajo svoje telo delovanju vročega suhega zraka ali pare in ga nato izmenično ohlajajo z mrzlo vodo, snegom, ledom, ipd. Izraz savna se metaforično uporablja tudi pri opisovanju neobičajno vročega ali vlažnega okolja. 
Savnanje je lahko tudi družabni dogodek, pri katerem so udeleženci goli in sedijo ali slonijo v prostoru, segretem na 80 °C ali več. To povzroča sprostitev in vzpodbuja potenje. 